# Irenaella okara
Irenaella okara är en insektsart som beskrevs av Webb 1980. Irenaella okara ingår i släktet Irenaella och familjen dvärgstritar. Inga underarter finns listade i Catalogue of Life.